# 食人木

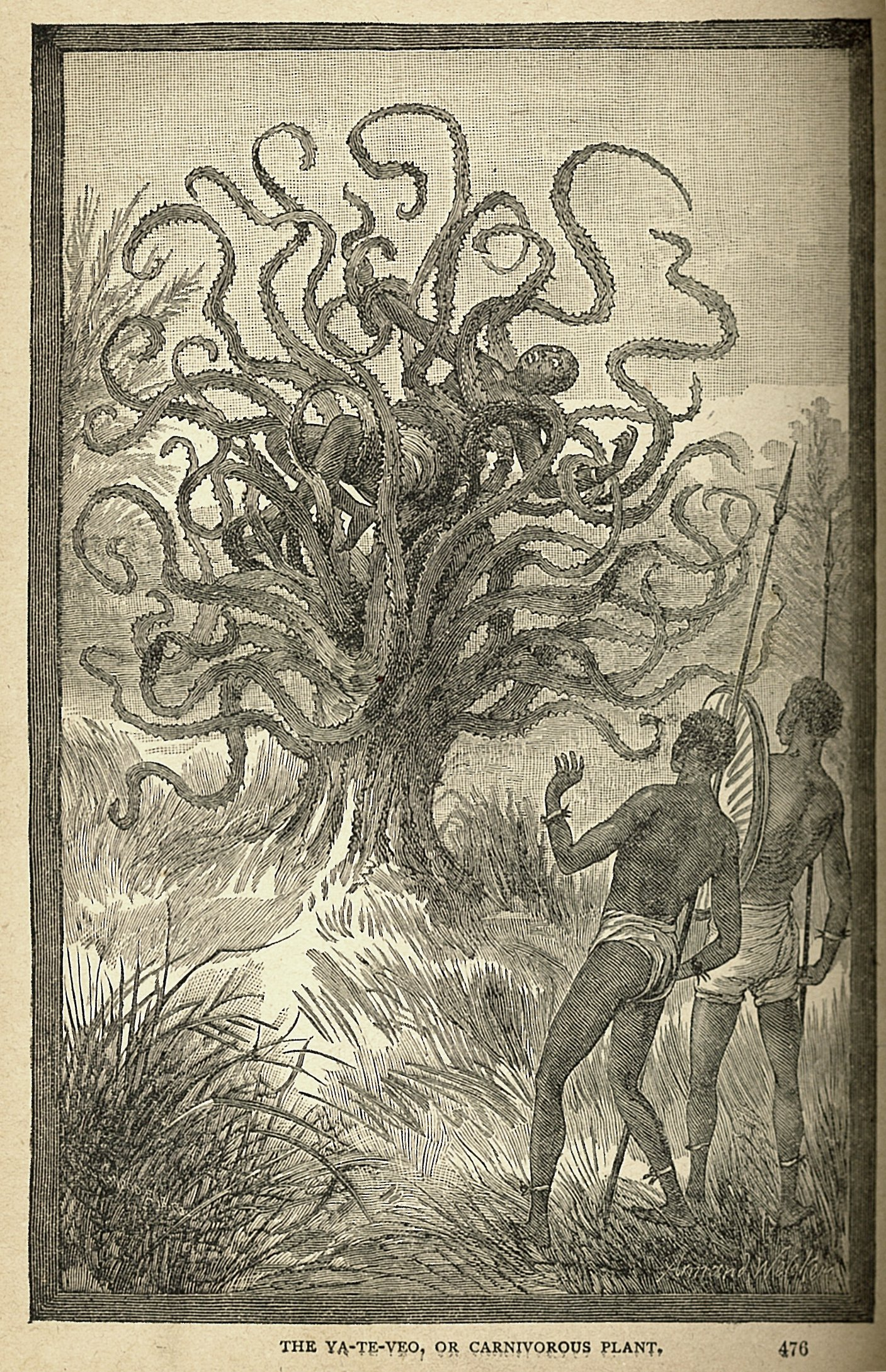
J. W. Buel "Land and Sea"(1887) 挿絵

食人木（しょくじんぼく、英: Man-eating tree）は、伝説上の植物の一種で、人や大型動物を殺して食い尽くすものである。走り回ったり悲鳴を上げる植物はマンドラゴラなどと呼ばれる。
一般に植物は動物から逃げることもままならず一方的捕食される存在だが、その常識に反し昆虫程度の小動物を捕食する食虫植物の存在は古くから知られていたし、中にはハエジゴクのように相当な運動力をもって獲物を捕食するものもいる。植物自体が陸上動物よりずっと大型になる点からも、ヒトなど大型動物を捕食しうる体躯と力を持ったものが存在するとの発想は当然ともいえる。
現実にはそのような植物の存在は知られていないが、裏づけの取れていない報告は多い。
目下、もっとも巨大で知られている食虫植物であるウツボカズラの一種では、袋が35センチメートルの高さになり、時々小型哺乳類を捕食する。

## マダガスカルの木
広く知られている中でもっとも古い食人木の報告は、いたずら (hoax) に端を発していた。1881年、ドイツ人探検家の自称カール・リッヒェ (Carl Liche) は「サウス・オーストラリアン・レジスター」誌上に、マダガスカルの「ムコド」 (Mkodo) という部族によって行なわれていた人身御供に遭遇した、と書いている。

「ほっそりとした繊細な蔓が、彼女の頭上で一瞬震えたかと思うと、悪魔の知性を持つかのように彼女の首や腕に突然巻きついた。彼女の恐ろしい叫び声と、さらに恐ろしい笑い声が荒々しく上がり、瞬時にうめき声に変わった。絞め落とされるまでの間、蔓は次々に立ち上がり、残酷な速さと野蛮な粘り強さで締め付けた。それはまるで獲物を捕らえるアナコンダのようだった。」

1924年、元ミシガン州知事のチェイス・オズボーン (Chase Osborn) の書いた『Madagascar, Land of the Man-eating Tree』により、この木はさらに知れ渡った。オズボーンはマダガスカルの部族と宣教師双方にこの忌まわしい木について知っているか問いかけたうえ、リッヒェの報告を繰り返した。
しかし、1955年に科学ライターのウィリー・レイが著書『Salamanders and other Wonders』において、「ムコド」、「カール・リッヒェ」、マダガスカル食人木はすべて捏造だったと結論し、終了させた。

## ヤ＝テ＝ベオ
ヤ＝テ＝ベオ (Ya-te-veo) は、中央アメリカと南アメリカの一部に生息すると言われた食人植物である（その親類がアフリカ大陸およびインド洋沿岸部に生息するとも）。名前の意味はスペイン語で「私はすでにあなたを見ている」。
この植物に関する描写は資料によってさまざまだが、短く太い幹を持ち、長い蔓で獲物を捕らえるとするものが多い。J・W・ビューエルの "Land and Sea" （1887年）では、ヤ＝テ＝ベオは大型の昆虫を捕食するが時には人間をも襲うとしている。

## フィクション作品
食人植物はフィクション作品においてホラー作品やゲームの敵キャラクターとして多数見受けられる。
- リトル・ショップ・オブ・ホラーズ
- トリフィド時代 - 移動能力をもつ殺人植物トリフィドが登場するが、動物を直接食らうわけではなく、あくまで死体の分解物を根から吸収する
- オテサーネク 妄想の子供
- パラサイト・バイティング 食人草
- マリオシリーズ（パックンフラワー）
- エリア51 (漫画)
- バイオハザードシリーズ
- ドラゴンクエストシリーズ(ヘルバオムやローズバトラーなど)
- 樹木子 - 妖怪の一種だが近現代の創作とみられる